# Мая Морачанин
Мая Морачанин (на македонска литературна норма: Маја Морачанин) е лекарка и политик от Северна Македония. От 2018 година Морачанин е председателка на партията Демократично обновление на Македония на мястото на Лиляна Поповска.

## Биография
Родена е на 14 април 1970 година в град Скопие, тогава в Социалистическа федеративна република Югославия. Завършва медицина в Медицинския факултет на Скопския университет и работи като специалист по физическа медицина и рехабилитация.
В 2016 година заедно с Лиляна Поповска е избрана като представител на ДОМ в в Събранието на Република Македония.
На 15 юли 2020 година отново е избрана за депутат, единствен представител на Демократичното обновление на Македония.